# فاغهويزل
واغهويزل (بالألمانية: Waghäusel) هي Grosse Kreisstadt، مدينة وبلدة ألمانية تقع في بادن-فورتمبيرغ في ألمانيا. يقدر عدد سكانها بـ 20,185 نسمة .

## المدن التوأمة
مدن Caldicot، Flattach وSzigetújfalu هي مدن توأمة لـواغهويزل.

## أعلام
- لارس شتيندل
- لو